# PRND
PRND‏ (Prion like protein doppel) هوَ بروتين يُشَفر بواسطة جين PRND في الإنسان.